# Хайратон
Хайратон — приграничный город и порт в Северной провинции Балх, Афганистан.
Расположен вдоль Амударьи. По реке проходит граница с Узбекистаном. Два народа связывает афганистано-узбекистанский мост Дружбы (с 1989 — мост «Хайратон»). Город Термез в Узбекистане расположен напротив Хайратона. Высота Хайратона над уровнем моря 300 м. Хайратон — главный узел речных и трансграничных перевозок северного Афганистана.
Население — 5109 человек.

## История
В начале 1990-х в районе Хайратона располагалась 70-я дивизия генерала Абдул Момена, который был союзником Абдул Рашида Достума и Национального исламского движения Афганистана. После гибели Момена от РПГ 5 января 1994 года 70-я дивизия перешла под командование союзника Дустума генерал-полковника Хелалуддина.
После свержения первого правительства «Талибана» и формирования правительства Карзая значение города возросло, так как увеличился объём перевозок. Новый НАТОвский центр обучения афганских национальных сил безопасности (АНСБ) создан для обеспечения безопасности транспортного узла. В городе имелись силы афганской пограничной полиции (АВР) которые занимались охраной границы, кроме того афганская Национальная таможня регулирует и контролирует торговые операции. Они опираются на помощь афганских Вооружённых Сил и ранее опирались на членов международных сил содействия безопасности (МССБ).

### Железнодорожный терминал
Грузовой терминал в Хайратоне один из трёх железнодорожных переходов в Афганистане — в 10 км от Термеза. 22 января 2010 года начато строительство 75 км железнодорожной линии от Хайратон до терминала в Гур-е Маре недалеко от города Мазари-Шариф — второго по величине центра торговли в Афганистане. Проект реализуется в рамках транспортной стратегии и плана действий программы Центрально-Азиатского регионального экономического сотрудничества, планируется завершить к июню 2011 года.
25 мая 2010, посол США Карл Эйкенберри, президент Азиатского банка развития (АБР), афганский министр финансов, министр шахт, министр транспорта и гражданской авиации, в присутствии коллег-послов от Японии, Финляндии и Узбекистана приняли участие в церемонии разрезания ленточки на открытии железнодорожной линии Хайратон. Соединённые Штаты и Япония являются двумя крупнейшими акционерами АБР. Грант АБР покрывает 97 % от общей стоимости проекта в 170 млн долларов США, афганское правительство сделало вклад 5 млн долларов. Эта железная дорога является первой фазой более крупной сети железных дорог, запланированной для страны, в том числе дополнительные линии на Герат на Западе и Шерхан-Бандар на северо-востоке. В Герате линия будет стыковаться с линиями Ирана, а в Шерхан-Бандаре — с линиями Таджикистана. Эти линии позволят создать железнодорожный коридор через Северный Афганистан для грузов, прибывающих из Таджикистана и Узбекистана в направлении портов Персидского залива, чтобы избежать необходимости проходить через Туркменистан.